# Sông A Vương
Sông A Vương là phụ lưu của sông Bung trong hệ thống sông Thu Bồn, chảy ở các huyện phía tây tỉnh Quảng Nam, Việt Nam .

## Dòng chảy
Sông A Vương bắt nguồn từ xã Lăng huyện Tây Giang 15°51′1″B 107°28′5″Đ / 15,85028°B 107,46806°Đ.
Sông chảy uốn lượn về hướng đông bắc, đến xã A Vương đổi hướng đông 15°56′38″B 107°34′21″Đ / 15,94389°B 107,5725°Đ.
Sau đó hướng đông nam đến thị trấn Prao huyện Đông Giang thì đổi hướng nam 15°55′30″B 107°38′35″Đ / 15,925°B 107,64306°Đ.
Sông chảy tiếp qua xã Mà Cooih, đến xã Tà Bhing huyện Nam Giang thì đổ vào sông Bung.

## Thủy điện
- Thủy điện A Vương công suất lắp máy 210 MW, khởi công năm 2003, hoàn thành tháng 12/2008, ở vùng đất xã Dang, huyện Tây Giang và xã Mà Cooih (hay Ma Cooi), huyện Đông Giang, tỉnh Quảng Nam [3] 15°48′1″B 107°37′0″Đ / 15,80028°B 107,61667°Đ.
- Thủy điện Za Hưng công suất lắp máy 30 MW, khởi công năm 2007, hoàn thành tháng 7/2009, ở vùng đất xã Za Hung huyện Đông Giang tỉnh Quảng Nam [4] 15°51′38″B 107°39′12″Đ / 15,86056°B 107,65333°Đ.
- Thủy điện A Vương 3 công suất lắp máy 4,8 MW, khởi công năm 2011, hoàn thành tháng 7/2016, ở vùng đất xã A Vương huyện Tây Giang tỉnh Quảng Nam. 15°55′06″B 107°34′14″Đ / 15,918274°B 107,570552°Đ